# Отношения между България и Гърция
Българо-гръцките отношения в най-ново време датират от края на XVIII век и са изпълнени с едно невъзможно сътрудничество на едно проблемно съжителство на Балканите. 
Тази идея постепенно прераства в желание за доминиране в региона и се сблъсква със зародилия се по време на българското възраждане – български национализъм. 

## До средата на XIX век
Българското възраждане навлиза през 40-те години на XIX век в своята пикова фаза.  Това е десетилетието на разгаряне на т.нар. в историографията българо-гръцка разпра, изразяваща се най-вече в стремеж по време на движението за новобългарска просвета – към самостоятелна българска църква. Предходно, през 1829 г. излиза в Москва първия от трите тома на Юрий Венелин – „Старите и сегашни българи в тяхното политическо, народописно, историческо и религиозно отношение спрямо русите“. 
След формулирането и избистрянето на т.нар. Мегали идея гръцката политика се сблъсква в челен сблъсък с българския национализъм.  Гърците извън кралството, и особено цариградските групирани около Фенер, решително надминават своите сънародници на свободна територия по финансови възможности. 
Църквата на Гърция е изцяло подчинена на монархията и абсолютизма.  През юли 1850 г. Вселенската патриаршия съставя Съборно определение с който прокламира гръцката църковна автокефалност и условията за нейното признаване. 

## От Кримската война до Берлинския конгрес
По време на Цариградската конференция Платон Дракулис формулира нова гръцка външнополитическа цел породена от традиционната заплаха от руска агресия на Балканите: 
| „ | Гърция не аспирира повече за Цариград, тъй като това е неизпълнимо, но затова има пълно право да получи земите, достигащи до линията Охрид – Битоля – Струмица – Мелник – Неврокоп. | “ |

## Отношения между България и Гърция
Санстефанският договор и последвалия го Берлински конгрес възстановява българската държавност. На преден план, след като Гърция присъединява Арта и плодородното тесалийско поле, излиза т.нар. македонски въпрос в двустранните отношения. 